# Spoleto
Spoleto (37.000 indbyggere) er en by i den italienske region Umbria og ligger i provinsen Perugia. Den består af en gammel og ny bydel; I den nye bydel ligger jernbanestationen hvor der er forbindelse til Perugia mod nord og Rom mod syd.
Den gamle bydel er omkranset af en bymur, og indenfor murene er der små hyggelige gader og gyder. En stor borg ligger ved floden og der ligger også resterne af et gammelt romersk amfiteater.
Der afholdes en stor festival for kunst og musik hver sommer, Festival dei due Mondi.
Øst for byen ligger en 1800 år gammel akvædukt hvis vandledning er hævet 70 meter over dalens bund. 
Akvædukten indeholder tillige en lille vej/ sti på nordsiden. Et hul i murværket midtvejs giver en flot udsigt over dalen mod syd. 
1. ↑  demo.istat.it (fra Wikidata).